# الکس هاسل
الکس هاسل (انگلیسی: Alex Hassell؛ زادهٔ ۷ سپتامبر ۱۹۸۰) بازیگر اهل بریتانیا است. وی از سال ۲۰۰۱ میلادی تاکنون مشغول فعالیت بوده است.
از فیلم‌ها یا برنامه‌های تلویزیونی که وی در آن نقش داشته است می‌توان به بی‌نام، کوهستان سرد، بودیکا، تراژدی مکبث، کابوی بیباپ، و شب خشونتآمیز اشاره کرد.